# Dismember
Dismember est un groupe suédois de death metal, originaire de Stockholm. Formé en 1988, le groupe compte un total de huit albums studio. Le groupe se sépare en 2011.

## Biographie

### Débuts (1988–1991)
Dismember est formé à Stockholm en 1988. Pionnier du death metal suédois (à l'instar d'Entombed, Grave et Unleashed), Dismember s'articule autour du trio formé par le guitariste Dave Blomqvist, le bassiste chanteur Robert Sennebäck et le batteur Fred Estby. Mais 18 mois et deux démos plus tard, Dismember est dissous.
Dave Blomqvist (après un court passage chez Nihilist/Entombed) et Fred Estby rejoignent Carnage tandis que Robert Sennebäck intègre Unleashed. Carnage est à son tour dissous en 1991. Dave et Fred choisissent de réactiver Dismember avec l'aide du chanteur de Carnage Matti Karki (futur At the Gates et Therion, mais aussi de Carbonized, General Surgery et Murder Squad). Robert Sennebäck réintègre Dismember au poste de guitariste, tandis que Richard Cabeza (issu du groupe de death expérimental Carbonized) se charge de la basse. Dismember tient alors une formation solide pendant sept ans de carrière.

### Reconnaissance (1992–1996)
Après une troisième démo, le groupe enregistre au Sunlight Studio son premier album, Like an Ever Flowing Stream, publié au label Nuclear Blast, en 1991. S'ensuit une tournée européenne houleuse en compagnie de Morbid Angel en juin 1991. En 1992, le groupe continue avec un EP, intitulé Pieces, puis une nouvelle tournée avec Napalm Death et Obituary. En 1993 leur deuxième album, Indescent and Obscene, assoit définitivement leur réputation de leader de la scène death suédoise.
Les années suivantes sont passées sur les routes américaines. La tournée en compagnie de Meshuggah, Hypocrisy, Amorphis et Benediction est un succès. En 1995, leur troisième album, Massive Killing Capacity, précédé d'un single intitulé Casket Garden, dévoile un groupe plus mûr, au style lourd, accrocheur et plein de groove. Dismember est au sommet de sa créativité et de sa popularité.

### Baisse de régime (1997–2003)
Mais progressivement les suédois lèvent le pied et doivent faire face au développement du mouvement black metal ainsi qu'à une nouvelle vague de groupes très motivés. En 1997, le groupe sort de nouveau un maxi (avec une reprise de la légende américaine Autopsy) puis un quatrième album, intitulé Death Metal. En 1998, Robert Sennebäck et Richard Cabeza quittent le groupe. Ils seront remplacés poste pour poste par Magnus Sahlgren (ex-Lake of Tears) et Sharlee d'Angelo (qui a joué avec Mercyful Fate/King Diamond, Arch Enemy, etc.). 
De nouveau au complet, Dismember se remet au travail mais les années passées ont relégué dans un quasi-oubli ces précurseurs du death suédois. Leur cinquième album Hate Campain est publié en 2000 dans une indifférence polie. Par la suite Sharlee D'Angelo prend la tangente et Richard Cabeza réintègre son poste. En dehors d'une réédition d'Indescent and Obscene en 2002, les nouvelles se font rares. En 2003 c'est Magnus Sahlgren qui tire sa révérance, il est remplacé par Martin Persson (ex-Berserk, Frasse Haraldsen et Sins of Omission, guest pour Mörk Gryning et Thyrfing).

### Renaissance (2004–2007)

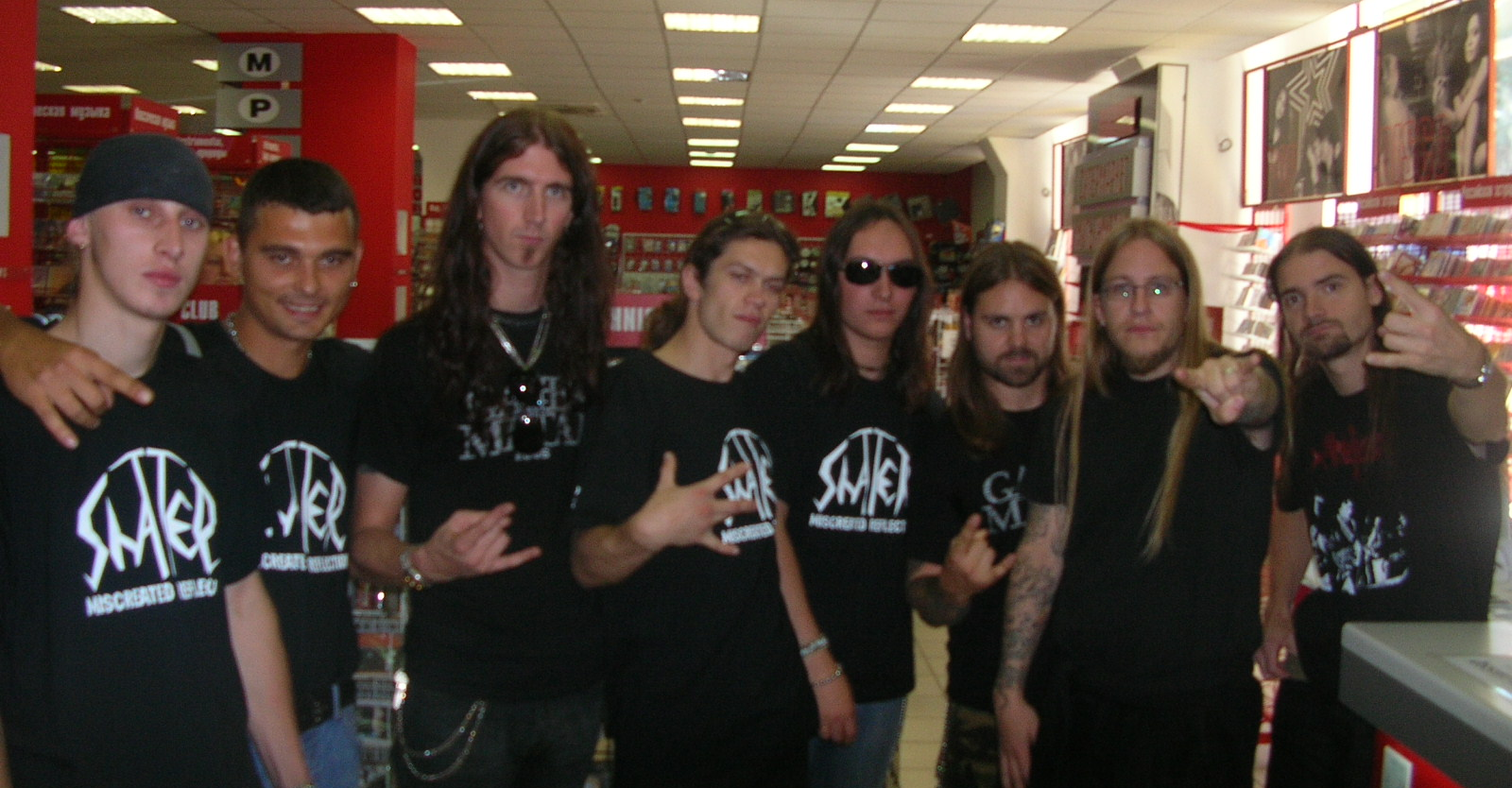
Les groupes Shatter et Dismember, en 2006.

Après quatre ans d'absence discographique Dismember est de retour. Leur DVD et surtout leur sixième album, Where Ironcrosses Grow (toujours produit par Fred Estby) nous dévoilent un groupe en pleine forme. La valse des musiciens se poursuit puisque Richard Cabeza est contraint de quitter Dismember, sa femme américaine n'ayant pas obtenu l'autorisation d'accoucher en Suède. Il assurera néanmoins la prochaine tournée américaine du groupe avant de laisser sa place à Johan Bergebäck (Necrophobic et ex-Morpheus). Cabeza participe aux groupes Carbonized, Born of Fire, Damnation, Dark Funeral, General Surgery, Murder Squad, et Unanimated.
En janvier 2005, Dismember, libéré de son contrat le liant à Karmageddon Media, signe au label Regain Records. Une compilation de démos suivra et ouvrira la voie à une réédition de tous leurs anciens albums. En août 2005, le groupe se sépare de son bassiste Johan Bergebäck.
Le septième album du groupe, The God that Never Was, est encore une fois produit par le batteur Fred Estby, aux Sami Studios de Stockholm, et publié le 7 mars 2006,. Par la suite, Dismember s'associe avec Vital Remains, Grave, Demirious et Withered pour une tournée nord-américaine qui débute en début octobre 2006. Le label Night of the Vinyl Dead Records réédite Hate Campaign en édition limitée à 500 exemplaires, qui s'accompagne de deux chansons bonus. Ils s'unissent après avec Grave pour une tournée sur la côte ouest américaine en décembre 2006, mais ces concerts sont annulés,.
Fred Estby quitte le groupe en avril 2007, pour des raisons familiales, après presque vingt ans au sein du groupe.

### Vingtième année et séparation (2008–2011)
Le groupe sort son septième et dernier album, intitulé Dismember. Sur cet album, Dismember revient à ses origines ; l'album est old school, groovy. Il est enregistré aux B.A.S. Studios avec le producteur Nico Elgstrand, et publié par Regain Records en février 2008. Au premier trimestre 2008, le groupe achève la première moitié de sa tournée Europa Burns avec Hatesphere, Fann of Serenity, et Lay Down Rotten,. Dismember part ensuite en tournée en Australie et en Nouvelle-Zélande en juillet 2008.
Toujours en 2008, pour célébrer leur vingtième année d'existence, le groupe prépare un concert unique le 22 novembre 2008 au Debaser Medis de Stockholm, en Suède, avec tous les membres actuels et anciens qui joueront tous les albums et toutes leurs démos. Les musiciens impliqués sont Matti Kärki au chant, Thomas Daun et Fred Estby à la batterie, David Blomqvist, Robert Sennebäck, Richard Cabeza et Magnus Sahlgren à la guitare, et Sharlee D'Angelo, Johan Bergebäck et Tobias Cristiansson à la basse.
Dismember publie un DVD intitulé Under Bloodred Skies le 27 juillet 2009 via Regain Records. Le coffret deux disques comprend des scènes en coulisse et deux concerts séparés, un aux Pays-Bas, et l'autre au festival Party.San Open Air en 2008, organisé à Bad Berka, en Allemagne. Il comprend aussi un documentaire appelé Death Metal and More Mental Illness. En octobre 2011, le groupe se sépare après 23 années d'activité.

## Membres

### Derniers membres
- David Blomqvist - guitare (1988-2011), basse (1989-1990)
- Matti Kärki - chant (1990-2011)
- Martin Persson - guitare (2005-2011)
- Tobias Christianson - basse (2006-2011)
- Thomas Daun - batterie (2007-2011)

### Anciens membres
- Fredrik - guitare
- Erik Gustafsson - basse (1988-1989, 1990-2007)
- Fred Estby - batterie (1988-1989, 1990-2007)
- Robert Sennebäck - chant (1988-1989), chant, guitare (1989-1997)
- Richard Cabeza - basse (1991-1998, 2000-2004)
- Magnus Sahlgren - guitare (1998-2003)
- Johan Bergebäck - basse (2004-2005)

## Discographie

### Albums studio
- 1991 : Like an Ever Flowing Stream
- 1993 : Indecent and Obscene
- 1995 : Massive Killing Capacity
- 1997 : Death Metal
- 2000 : Hate Campaign
- 2004 : Where Ironcrosses Grow
- 2006 : The God that Never Was
- 2008 : Dismember

### Single et EPs
- 1991 : Skin her Alive (single)
- 1992 : Pieces (EP)
- 1995 : Casket Garden (EP)
- 1997 : Misanthropic (EP)

### DVD live
- 2004 : Live Blasphemies
- 2009 : Under Blood Red Skies